# Call to Arms and Angels
| Recensione | Giudizio |
| ---------- | -------- |
| OndaRock   | 7        |

Call to Arms and Angels è il quattordicesimo album in studio del gruppo musicale britannico Archive, pubblicato nel 2022.

## Tracce
1. Sorrounded By Ghosts (testo: Danny Griffiths, Lisa Mottram – musica: Danny Griffiths, Darius Keeler)
2. Mr. Daisy (testo: Danny Griffiths, Pollard Berrier – musica: Darius Keeler)
3. Fear There And Everywhere (testo: Pollard Berrier, Danny Griffiths – musica: Darius Keeler)
4. Numbers (testo: Danny Griffiths, Holly Martin – musica: Darius Keeler, Danny Griffiths)
5. Shouting Within (testo: Holly Martin, Danny Griffiths – musica: Darius Keeler, Danny Griffiths)
6. Daytime Coma (testo: Dave Pen – musica: Darius Keeler)
7. Head Heavy (testo: Danny Griffiths, Maria Quintile – musica: Darius Keeler)
8. Enemy (testo: Pollard Berrier, Danny Griffiths – musica: Darius Keeler)
9. Every Single Day (testo: Danny Griffiths, Dave Pen – musica: Darius Keeler, Danny Griffiths)
10. Freedom (testo: Danny Griffiths, Pollard Berrier, Lisa Mottram – musica: Darius Keeler, Danny Griffiths)
11. All That I Have (testo: Danny Griffiths, Holly Martin – musica: Darius Keeler)
12. Frying Paint (testo: Danny Griffiths, Pollard Berrier – musica: Darius Keeler, Danny Griffiths)
13. We Are The Same (testo: Holly Martin, Danny Griffiths – musica: Darius Keeler)
14. Alive (testo: Dave Pen – musica: Darius Keeler)
15. Everything's Alright (testo: Pollard Berrier – musica: Darius Keeler)
16. The Crown (testo: Darius Keeler, Lisa Mottram – musica: Darius Keeler)
17. Gold (testo: Danny Griffiths, Maria Quintile, Dave Pen – musica: Darius Keeler, Danny Griffiths)

## Formazione
- Darius Keeler - Tastiere, pianoforte, sintetizzatori, programmazione, orchestrazione, arrangiamenti, tecnico del suono, missaggio
- Danny Griffiths - Tastiere, campionatori, programmazione, arrangiamenti, missaggio
- Pollard Berrier - Voce, chitarra ritmica
- Dave Pen - Voce, chitarra ritmica
- Maria Quintile - Voce
- Holly Martin - Voce
- Lisa Mottram - Voce
- Steve "Smiley" Barnard - Batteria, percussioni
- Jonathan Noyce - Basso
- Mike Hurcombe - Chitarra